# Valerie a týden divů
Valerie a týden divů (en txec, Valerie i la seva setmana de meravelles) és una pel·lícula surrealista fantàstica de terror txecoslovaca del 1970 dirigida per Jaromil Jireš, basada en la novel·la homònima del 1935 de Vítězslav Nezval. Es considera part del moviment de la Nova Onada Txecoslovaca. La pel·lícula retrata l'heroïna vivint en un somni desorientador, enganyada per sacerdots, vampirss i homes i dones per igual. La pel·lícula combina elements de la fantasia i gèneres de pel·lícules de terror.

## Argument
Valerie, una bella noia, està adormida quan un lladre li roba les arracades; mentre intenta investigar, és perseguida per un home horrible, el conestable, que porta una màscara. El lladre li torna les arracades l'endemà, enfadant al conestable. De tornada a casa seva, l'àvia de la Valerie, Elsa, li diu que la mare de Valerie va deixar les arracades en unir-se a un convent. Anteriorment, les arracades eren del conestable, que també era propietari de casa seva. La Valerie també s'assabenta que un grup de missioners i una companyia d'actors vénen a la ciutat. Durant el casament de la seva veïna Hedvika, la Valerie veu com l'agent mirant-la entre la multitud i la seva àvia també sembla que el reconeix. Valerie rep una carta del lladre, Orlík ("Àguila"), que l'adverteix que el conestable, el seu oncle, va matar els pares d'Orlík i ara vol tornar les arracades de la Valerie. Orlik li demana a la Valerie que es trobi amb ell a l'església aquella nit; quan es troben, no amaga la seva atracció per ella.

## Repartiment
- Jaroslava Schallerová - Valerie
- Helena Anýžová as Àvia Elsa/mare/pelroja
- Petr Kopřiva - Orlík
- Jiří Prýmek - Constable/Richard
- Jan Klusák - Gracián
- Eva Olmerová - Donzella
- Karel Engel - Coachman Ondřej
- Alena Stojáková - Hedvika
- Otto Hradecký - Agricultor

## Producció
El guió original va ser escrit per Ester Krumbachová, a qui també se li atribueix el disseny de producció de la pel·lícula. El guió es va aprovar a finals d'abril de 1968. La pel·lícula havia de ser dirigida pel marit de Krumbachová Jan Němec. No obstant això, després de la invasió de Txecoslovàquia pel Pacte de Varsòvia l'agost de 1968, Němec va ser acomiadat de l'estudi de cinema de Barrandov i no se li va permetre dirigir. El llargmetratge de 1969 Zert va ser prohibit per les autoritats comunistes, la producció va continuar amb Valerie. Jaroslava Schallerová va ser escollida entre 1.500 noies que van audicionar per al paper.
La ciutat txeca d'Slavonice va ser escollida com a principal lloc de rodatge, a causa del seu centre de la ciutat conservat de l'època renaixentista. La gent del lloc va fer de figurants. Algunes escenes es van rodar al monestir proper de Kostelní Vydří. RRobert Nezval, fill de l'autor de la novel·la Vítězslav Nezval, apareix a la pel·lícula com un nen amb un tambor.

## Banda sonora
La banda sonora de la pel·lícula, amb música composta per Luboš Fišer, va ser llançada per primera vegada el desembre de 2006 per Finders Keepers Records. Disponible tant en CD com en LP, el llibret revela imatges d'arxiu inèdites, dissenys de cartells internacionals, així com notes del fundador del segell Andy Votel, un professor de cinema Peter Hames. i Trish Keenan de la banda Broadcast. The Valerie Project va fer una banda sonora alternativa el 2006.

## Estrena

### Recepció crítica
A Rotten Tomatoes, la pel·lícula té una puntuació d'aprovació del 81% basada en 21 ressenyes, amb una mitjana ponderada de 7,39/10. The New York Times va considerar la pel·lícula "coherentment i amb humor anticlerical", escrivint que "pot ser la flor més exòtica que floreix a la tomba". de la Primavera de Praga, però és una amb profundes arrels a la cultura txeca del segle XX".
Jordan Cronk de Slant Magazine va escriure que la pel·lícula "pot ser una experiència de visió voluntàriament enigmàtica, fins i tot obtusa, però cada fotograma continua vibrant d'energia i vibrant de vida", i va donar a la pel·lícula una qualificació de tres estrelles i mitja sobre cinc.
El professor d'estudis cinematogràfics de la Universitat de Nebraska Wheeler W. Dixon va escriure al seu llibre Visions of Paradise: Images of Eden in the Cinema "La brevetat de la pel·lícula i la seva seductora posada en escena, sumptuosament fotografiada per Jan Cuřík, fan que la pel·lícula sembli gairebé un projecte fora de la llei, o un acte de crítica social dissenyat per fer complir l'ateisme adoptant una posició anticatòlica, especialment amb relació a la moral sexual."
Al llibre 101 Horror Films You Must See Before You Die, l'autora i professora de la Universitat de Brunel Tanya Krzyminska va anomenar la pel·lícula "un conte de fades exquisidament elaborat i teixit al voltant del despertar sexual d'una dona jove". Krzyminska també va assenyalar que, tot i que la pel·lícula comparteix moltes similituds amb les pel·lícules de porno tou de l'època, "busca un llenç més ampli amb una barreja d'atributs extrets tant de la cultura alta com de la baixa". Krzyminska també va assenyalar els elements de la pel·lícula d'horror gòtic i contes de fades, així com el seu ús d'imatges simbòliques.

### Mitjans domèstics
El gener de 2004, la pel·lícula es va estrenar en DVD als Estats Units i al Canadà per Facets Video. Al juny d'aquell mateix any, la pel·lícula va ser llançada en DVD al Regne Unit per Redemption Films Ltd. El juny de 2015, la pel·lícula va ser llançada en DVD i Blu-ray per the Criterion Collection, amb un 4K restauració digital; tres primers curtmetratges del director Jireš, Strejda (1959), Stopy (1960), i Sál ztracených kroků (1960); ientrevistes del 2006 a Jaroslava Schallerová i Jan Klusák; i una banda sonora alternativa de folk psicodèlic de The Valerie Project.

## Influència
Molts escriptors han citat similituds entre la pel·lícula i el treball de l'escriptora anglesa Angela Carter, que va veure la pel·lícula durant la seva estrena a Anglaterra. El seu guió per a  En companyia de llops (1984) adaptat dels contes de Carter, en col·laboració amb el director Neil Jordan, en té una influència directa o indirecta.
El 2006, els membres de New Weird America Espers, Fern Knight, Fursaxa i altres músics van formar The Valerie Project. El grup va interpretar composicions originals a l'uníson amb la pel·lícula del 2006 al 2008.